# Holodiscus boursieri
Holodiscus boursieri là loài thực vật có hoa trong họ Hoa hồng. Loài này được (Carrière) Rehder mô tả khoa học đầu tiên năm 1915.